# Luis Villareal
Luis Villarreal (Maracaibo, estado Zulia, 16 de abril de 1998), es un futbolista venezolano. Se desempeña como delantero y actualmente milita en el Zulia FC de Venezuela.

## Carrera

### Zulia FC
Villareal comenzó su carrera con el Zulia Fútbol Club de la Primera División de Venezuela, debutando el 12 de julio de 2015 en el empate 0-0 ante el recién ascendido Estudiantes de Caracas Sport Club. Más tarde anotaría su primer gol como profesional ante el Ureña Sport Club el 19 de julio de 2015, jugando de titular y completo en la victoria de su equipo 4-0.

## Clubes
| Club                       | País      | Temporadas      |
| -------------------------- | --------- | --------------- |
| Zulia F.C                  | Venezuela | 2015-           |
| Metropolitanos Fútbol Club | Venezuela | 2018 (Préstamo) |

## Palmarés

### Campeonato Nacionales
| Título          | Club     | País      | Año  |
| --------------- | -------- | --------- | ---- |
| Copa Venezuela  | Zulia FC | Venezuela | 2016 |
| Torneo Clausura | Zulia FC | Venezuela | 2016 |

- Datos: Q20830226